# Tritonia challengeriana
Tritonia challengeriana is een slakkensoort uit de familie van de Tritoniidae. De wetenschappelijke naam van de soort is voor het eerst geldig gepubliceerd in 1884 door Bergh.